# Kibaale
Pour le district, voir Kibaale (district).
Kibaale est une ville d'Ouganda qui est la capitale du district de Kibaale auquel elle a donné le nom.